# حدائق بحر وادن الوطنية

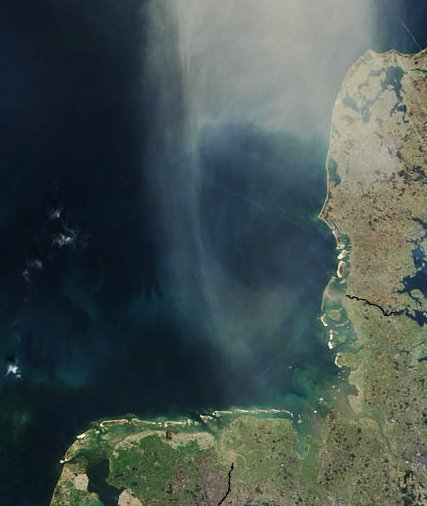
عرض القمر الصناعي للخليج الألماني وبحر وادن.

حدائق بحر وادن الوطنية (بالإنجليزية: Wadden Sea National Parks)‏ (يقع بين الدنمارك وألمانيا وهولندا) تقع على طول ساحل البحر الشمالي في منطقة خليج ألمانيا. تشكّل هذه الحدائق في ألمانيا والدنمارك منطقة موقع تراث عالمي مدرجة ضمن قائمة اليونسكو للتراث العالمي. على الرغم من انقسامها بالحدود الإدارية، فإنها تشكل كيانًا بيئيًا واحدًا. الهدف الأساسي لهذه الحدائق الوطنية هو حماية الحدود البيئية لبحر وادن.
بحر وادن هو منطقة ساحلية مميزة وذات تنوع بيئي تضم شواطئ طينية ومستنقعات ملحية وشرائط رملية وكثبان وجزر حاجزة. إنها موطن لتنوع غني من النباتات والحيوانات بما في ذلك العديد من الطيور المهاجرة والأخطبوطيات والحياة البحرية. تلعب الحدائق الوطنية دورًا حاسمًا في حفظ المواطن الطبيعية والحفاظ على التوازن البيئي لهذا النظام الساحلي الاستثنائي.

## مساحتها
تعدّ حديقة بحر وادن الوطنية (بالإنجليزية: Nationalpark Vadehavet)‏، من بلافاندسهوك إلى رودبول في الدنمارك، واحدة من المناطق الطبيعية المميزة في البلاد. تقع هذه الحديقة الوطنية على طول الساحل الغربي للدنمارك، من بلافاندشوك في الجنوب إلى رودبول في الشمال، وتمتد عبر مسافة تزيد عن 500 كيلومتراً. تأسست عام 2010 وتم تسجيلها موقع تراثٍ عالمي من قبل اليونسكو.

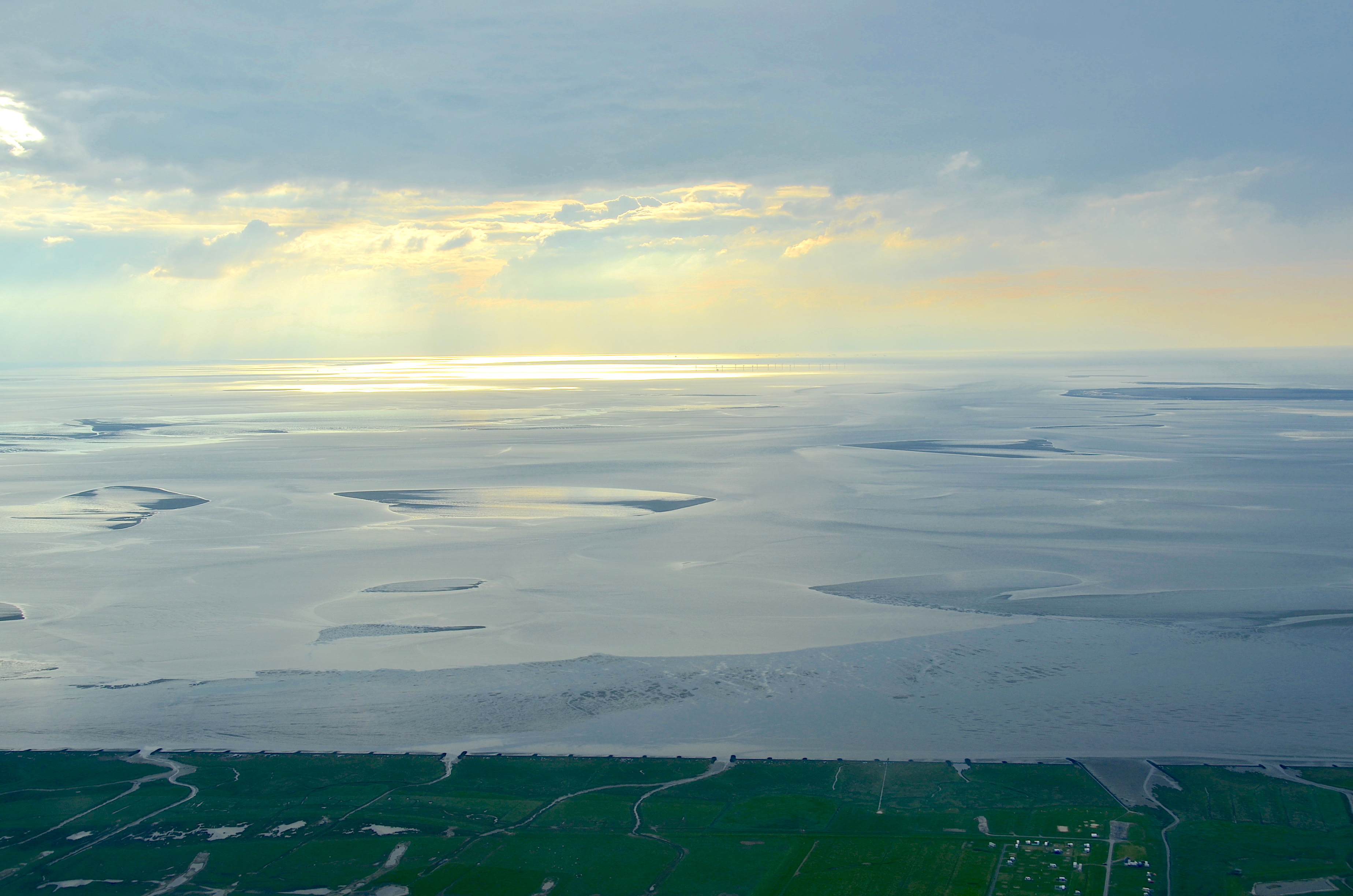